# مهدی (نام)
مهدی ممکن است نام یکی از این افراد باشد:
- مهدی حائری یزدی
- مهدی باکری
- مهدی الهی قمشه‌ای
- مهدی بازرگان
- مهدی آذر یزدی
- مهدی آذر
- مهدی بهادری‌نژاد
- مهدی شجاعی
- مهدی سمایی
- مهدی موسوی
- مهدی کامرانی
- مهدی مهدوی
- مهدی قربانی
- مهدی کیانی
- مهدی مرندی
- مهدی حاجی‌زاده
- مهدی سهرابی
- مهدی مهدوی‌کیا
- مهدی خدابخشی
- مهدی موسوی (بازیکن کبدی)
- مهدی مناجاتی
- مهدی تقوی
- مهدی واعظی
- مهدی شیری
- مهدی رجب‌زاده
- مهدی هاشمی‌نسب
- مهدی مهدی‌پور
- مهدی امیرآبادی
- مهدی بازارگرد
- مهدی لواسانی
- مهدی پاکدل
- مهدی صبایی
- مهدی فقیه
- مهدی جمالی